# Mokgweetsi Masisi
Mokgweetsi Eric Keabetswe Masisi, född 21 juli 1962 i Moshupa i Southern-distriktet, är en botswansk politiker tillhörande Botswanas demokratiska parti och sedan 1 april 2018 landets president. Han tjänstgjorde som Botswanas vicepresident från 2014 till 2018.